# Команка (Олт)
Команка (рум. Comanca) — село у повіті Олт в Румунії. Входить до складу комуни Девеселу.
Село розташоване на відстані 144 км на захід від Бухареста, 39 км на південь від Слатіни, 51 км на південний схід від Крайови.

## Населення
За даними перепису населення 2002 року у селі проживали 1255 осіб. Усі жителі села рідною мовою назвали румунську.
Національний склад населення села:
| Національність | Кількість осіб | Відсоток |
| -------------- | -------------- | -------- |
| румуни         | 1248           | 99,4%    |
| цигани         | 7              | 0,6%     |